# دایکی کانی
دایکی کانی (انگلیسی: Daiki Kanei؛ زادهٔ ۸ دسامبر ۱۹۸۷) بازیکن فوتبال اهل ژاپن است.
از باشگاه‌هایی که در آن بازی کرده‌است می‌توان به باشگاه فوتبال آلبیرکس نیگاتا اشاره کرد.